# Reactiemotor
Een reactiemotor is een motor die functioneert door het met kracht uitwerpen van materie (anders gezegd: het met een zekere snelheid uitstoten ervan) in een richting, waardoor de motor dezelfde kracht ondervindt in de tegenovergestelde richting, en daardoor in die tegenovergestelde richting versnelt (derde wet van Newton: actie = −reactie). Het kan gaan om een kortdurend proces dat beschouwd wordt als één gebeurtenis, of om een continu proces gedurende een bepaalde tijd. 
Men drukt de omvang uit in de stoot (kracht maal tijd, dit is zowel voor de uitgestoten massa als voor wat resteert gelijk aan de betreffende massa maal de betreffende versnelling maal de tijd, dus de betreffende massa maal de verandering van de betreffende snelheid),  respectievelijk de stoot per tijdseenheid (de kracht, deze is zowel voor de uitgestoten massa als voor wat resteert gelijk aan de betreffende massa maal de betreffende versnelling).

## Raket
Een raket is een voorwerp voortgedreven door een reactiemotor met de benodigde reactiemassa aan boord. Uit het bovenstaande volgt dat als men een raket versnelt door bijvoorbeeld een massa uit te werpen van 1% van de massa van de raket (incl. resterende reactiemassa), de snelheidstoename 1% is van de relatieve uitstootsnelheid. Hoe hoger de uitstootsnelheid, hoe zuiniger de motor dus omspringt met zijn reactiemassa. Verder volgt dat naarmate er minder massa over is, een snelheidstoename minder reactiemassa kost: bij een vaste uitstootsnelheid neemt de massa van de raket (incl. resterende reactiemassa) exponentieel af met de snelheidstoename, tot de reactiemassa op is (raketvergelijking van Tsiolkovski). Daarom wordt vaak overtollige massa (lege brandstoftanks en niet meer nodige motoren) afgestoten (meertrapsraket); de vergelijkingen worden dan wat ingewikkelder. Vaak bestaat het grootste deel van de massa van een raket bij de start uit reactiemassa; als men bijvoorbeeld met een raket een satelliet in een baan om de aarde brengt is de benodigde reactiemassa veel groter dan de massa van de payload, de satelliet.
Een eenvoudige toepassing en voorbeeld is het laten wegvliegen van een met gas (bijvoorbeeld lucht of helium) gevulde ballon die niet is afgesloten. Door de overdruk in de ballon verlaat het gas de ballon met een zekere snelheid. Door de elasticiteit van de ballon wordt het volume kleiner, waardoor de overdruk langer aanhoudt.

### Chemisch
Bij een chemische reactiemotor heeft de brandstof (in de ruime zin van het woord, nl. de stoffen voor de chemische reactie, dus als bijvoorbeeld zuurstof nodig is dan inclusief de zuurstof) een dubbelfunctie: deze levert de energie en de gevormde gassen vormen de reactiemassa. Een bovengrens voor de uitstootsnelheid volgt uit de energie per kg: de kinetische energie van de verbrandingsgassen kan bij een snelheid gelijk aan de uitstootsnelheid nooit groter zijn dan de energie die de chemische reactie oplevert. Bijvoorbeeld, bij 18 MJ/kg is deze bovengrens 6 km/s; in werkelijkheid is het minder doordat de efficiëntie minder dan 100% is.

### Ionen
Bij de ionenmotor is er wel reactiemassa, maar geen "brandstof" in engere zin: de energie wordt geleverd door bijvoorbeeld zonnepanelen, en de reactiemassa bestaat uit ionen. Hierbij is de uitstootsnelheid hoog, waardoor in verhouding tot de stuwkracht weinig massa maar wel veel energie wordt gebruikt.

## Stuwkracht
Voor een lancering moeten reactiemotoren ruimschoots meer stuwkracht leveren dan hun eigen gewicht (bij niet-chemische reactiemotoren zou dit moeten gelden voor het gewicht inclusief bijbehorende apparatuur voor opslag en/of opwekking van energie, zoals accu's en/of zonnepanelen). Alleen chemische reactiemotoren voldoen hieraan. Andere reactiemotoren kunnen alleen gebruikt worden als het ruimtevaartuig al in de ruimte is. Een voordeel van een reactiemotor op zonne-energie is dat de energie niet opraakt (al wordt de hoeveelheid opgewekte energie wel minder als het ruimtevaartuig zich ver van de zon begeeft).
De reactiemassa kan ook van elders worden aangevoerd, bijvoorbeeld door een slang, en ook van daar worden voortgestuwd, zie hydrojetpack en flyboard.